# Lonchocarpus lanceolatus
Lonchocarpus lanceolatus är en ärtväxtart som beskrevs av George Bentham. Lonchocarpus lanceolatus ingår i släktet Lonchocarpus och familjen ärtväxter. Inga underarter finns listade i Catalogue of Life.